# Forsaken
Forsaken je druga skladba s albuma Systematic Chaos i trinaesti izdani singl američkog progresivnog metal sastava Dream Theater. Sastav je također snimio i glazbeni video za singl koji je objavljen 2008. godine.

## Izvođači
- James LaBrie – vokali
- John Petrucci – električna gitara
- John Myung – bas-gitara
- Mike Portnoy – bubnjevi
- Jordan Rudess – klavijature